# Гавань (Челябинская область)
Га́вань — упразднённый посёлок в Катав-Ивановском районе Челябинской области. На момент упразднения входил в состав Серпиевского сельсовета. Исключён из учётных данных в 1995 году.

## География
Располагался на левом берегу реки Сим в месте впадения в неё реки Симбаш, на расстоянии примерно 6 км по прямой к юго-востоку от села Серпиевка.

## История
По данным на 1970 год посёлок Гавань входил в состав Серпиевского сельсовета.
Исключен из учётных данных Постановлением Областной Думы Челябинской области от 21 декабря 1995 года № 307.

## Население
| 1970 | 1977 | 1983 |
| ---- | ---- | ---- |
| 15   | ↘10  | ↘6   |

## Инфраструктура
Действует СНТ «Гавань».

## Транспорт
Автобусное сообщение с райцентром. Остановка общественного транспорта «СНТ „Гавань“»